# 勒泰勒圍城戰
勒泰勒圍城戰（法語：Siège de Rethel），是于1653年法西战争期間在法國東北部圍攻勒泰勒要塞的一場戰鬥。此場戰役發生在西班牙帝國軍隊聯合孔代亲王控制法國東北部並建立戰線後不久，其于1652年聖安托萬區戰役後正式加入西班牙軍隊。
蒂雷納子爵在經過短暫的休息後，於6月重返軍隊，並開始準備將所有西班牙軍隊驅逐出國土。此時法國北部的西班牙部隊共有兩萬步兵和1,4萬騎兵，而蒂雷納僅有共1.2萬人的部隊。他在經過評估後，決定透過攻陷勒泰勒這個節點，瓦解孔代從吉斯到凡爾登的戰線。法軍於7月初渡過埃納河，在經過三天的戰鬥後，成功迫使守軍投降。

## 註腳
1. ↑  de Périni 1896，第182頁.
2. 1 2  Hozier 1885，第115頁.
3. ↑  Longueville 1907，第211頁.